# Rio Gropăria
O Rio Gropăria é um rio da Romênia, afluente do Bistriţa, localizado no distrito de Suceava.